# 115 Thyra
115 Thyra eller A871 PA är en asteroid i asteroidbältet. Den upptäcktes 1871 av den kanadensisk-amerikanske astronomen J. C. Watson i Ann Arbor. Asteroiden har fått sitt namn efter Tyra Danebot en dansk drottning.
Omloppstiden runt solen är 1341 dagar.